# Транспорт Броварів
Бровари мають розвинену транспортну інфраструктуру, яку складають сполучення автомобільними дорогами та залізницею, зокрема прямі сполучення із Києвом, Черніговом, Ніжином, населеними пунктами Броварського району тощо. У Броварах поширені громадські перевезення маршрутними таксі, а також приміськими електропоїздами.

## Історія
У 1913—1941 роках Бровари з Києвом сполучав бензотрамвай. Лінія пролягала нинішньою вулицею Київською. Кінцеве кільце розміщувалось на місці нинішньої площі Шевченка.
У 1935—1941 роках функціонував Броварський аеропорт — як центральний аеропорт Києва.

## Автомобільні дороги
Бровари перетинає автошлях міжнародного значення М01 (Київ — Чернігів — Нові Яриловичі), який є частиною Європейських автомобільних шляхів E95 та E101, автошлях національного значення Н07 (Київ — Суми — Юнаківка).

### Основні автотранспортні магістралі
У Броварах 35 вулиць мають статус «магістральних», серед них основні:
- Об'їзна дорога
- Вулиця Київська
- Вулиця Ярослава Мудрого
- Вулиця Олега Оникієнка

### Мостові споруди
У Броварах діють два автомобільні мости:
- Броварський міст — на переході вулиці Ярослава Мудрого у вулицю Олега Оникієнка, через залізничну лінію;
- міст по вулиці Олега Оникієнка на Торгмаші.

## Залізничне сполучення

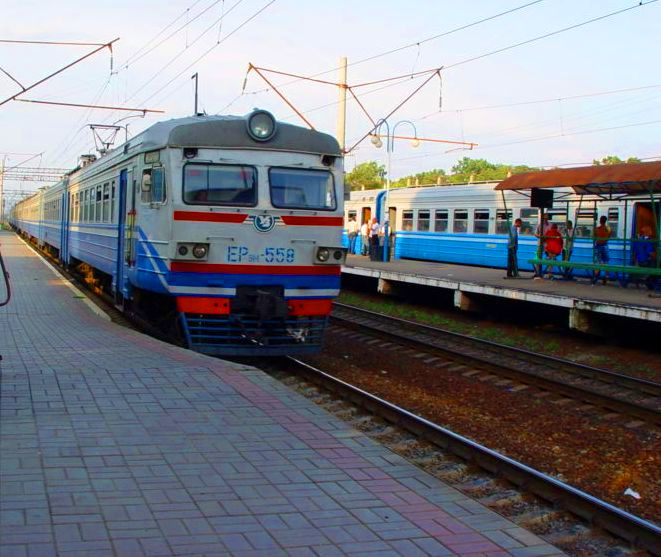
На Броварському залізничному вокзалі

Через Бровари проходить залізнична лінія Дарниця—Ніжин. В межах міста на лінії розташовані:
- станція «Бровари»;
- зупинна платформа «Княжичі».

## Громадський транспорт

### Маршрутні таксі
Основний громадський транспорт міста — маршрутні таксі — забезпечують як внутрішньоміські перевезення пасажирів, так і сполучення міста з Києвом та Княжичами. Станом на квітень 2013 року діють 6 внутрішньоміських і 10 нетранзитних приміських мікроавтобусних маршрутів.

### Перспективний броварський тролейбус
З 1994 року існує проект будівництва тролейбусної лінії Бровари—Київ.